# Drapht
Drapht, pseudonimo di Paul Gary James Ridge (Mount Hawthorn, 4 settembre 1982), è un rapper australiano.

## Biografia
Drapht è salito alla ribalta con l'album in studio Brothers Grimm, certificato oro dalla Australian Recording Industry Association per le oltre 35 000 unità equivalenti; il disco contiene la hit doppio platino Jimmy Recard. The Life of Riley, uscito nell'aprile 2011, è stato il suo primo LP a raggiungere la vetta delle ARIA Charts, venendo certificato platino e premiato con un ARIA Music Award. Esso include il brano doppio platino Rapunzel, prima top twenty dell'artista nella hit parade australiana.
Seven Mirrors (2016) e Shadows and Shinings (2021) si sono fermati rispettivamente in 4ª e 22ª posizione della graduatoria LP nazionale.

## Discografia

### Album in studio
- 2003 – Pale Rider
- 2005 – Who Am I
- 2008 – Brothers Grimm
- 2011 – The Life of Riley
- 2016 – Seven Mirrors
- 2018 – Arabella Street
- 2021 – Shadows and Shinings

### Singoli
- 2015 – Dancin' John Doe
- 2019 – Omph (con Marksman Lloyd)
- 2019 – Summer They Say
- 2019 – Work It Out
- 2022 – Tomorrow Today
- 2022 – How The West Was Won
- 2024 – Feeling You (feat. James Abberley, Jaden Wakefield, Kryple, Tonite)